# Beta Mensae
Beta Mensae (β Mensae, förkortat Beta Men, β Men) som är stjärnans Bayerbeteckning, är en ensam stjärna belägen i den norra delen av stjärnbilden Taffelberget. Den har en skenbar magnitud på 5,31 och är synlig för blotta ögat där ljusföroreningar ej förekommer. Baserat på parallaxmätning inom Hipparcosuppdraget på ca 4,1 mas, beräknas den befinna sig på ett avstånd på ca 790 ljusår (ca 240 parsek) från solen.

## Egenskaper
Beta Mensae är en gul till orange jättestjärna av spektralklass G8 III. Den har en massa som är ca 3,6 gånger större än solens massa, en radie som är ca 28 gånger större än solens och utsänder från dess fotosfär ca 513 gånger mera energi än solen vid en effektiv temperatur av ca 5 100 K.